# Inowrocław
Inowrocław (pronuncia: [ˈinɔˈvrɔt͡swaf], in tedesco Inowrazlaw oppure Hohensalza 1904-1920/1939-1945) è una città della Polonia settentrionale. Secondo un censimento del 2004 la città ha una popolazione totale di 72 561 abitanti. La città si trova nel voivodato della Cuiavia-Pomerania dal 1999, mentre dal 1975 al 1998 ha fatto parte del voivodato di Bydgoszcz. Inowrocław è anche stata capitale del voivodato di Inowrocław, dal XIV secolo fino alla spartizione della Polonia del 1772-1795.
Inowrocław è una città industriale, situata a circa 40 km a sud-est di Bydgoszcz, conosciuta per le acque saline e per le miniere di sale. La città è la quinta maggiore del voivodato.

## Storia
- 1185 prima menzione della città
- XII secolo battaglia contro i Cavalieri Teutonici
- XIII secolo Diritti alla città
- XV secolo scoperta dei depositi di sale
- 1875 primi bagni termali

Inowrocław fu conquistata dalla Prussia nel 1772 durante la spartizione della Polonia. A seguito del Congresso di Vienna (1815) l'area divenne parte della Provincia di Posen. La città e la regione furono rinominate Hohensalza il 5 dicembre 1904. La zona fu restituita alla Polonia a seguito del Trattato di Versailles e riportata all'antico nome.
Durante la Seconda guerra mondiale, Inowrocław fu presa dall'esercito tedesco l'11 settembre 1939 e divenne parte del distretto militare tedesco di Posen e fu richiamato Hohensalza. La città fu incorporata al Terzo Reich il 26 novembre 1939, inizialmente come parte del Reichsgau Posen (1939), e in seguito come Reichsgau Wartheland (1939-1945). Le forze tedesche furono sconfitte dall'Armata Rossa sovietica nel gennaio 1945 e la città fu restituita alla Polonia.